# تيم غراي
تيم غراي (بالإنجليزية: Tim Gray)‏ هو لاعب كرة قدم أمريكية أمريكي، ولد في 11 نوفمبر 1952 في هيوستن في الولايات المتحدة، وتوفي في 8 أكتوبر 2015.

## وصلات خارجية
- تيم غراي على موقع مرجع كرة القدم المحترفة.كوم (الإنجليزية)